# Eduard Deibert
Eduard Deibert (* 1. Juni 1942 in Schatzen, Gebiet Odessa, Ukrainische SSR; † 15. Februar 2022) war ein russlanddeutscher Dissident und Menschenrechtsaktivist, Aktivist der Ausreisebewegung der Russlanddeutschen aus der Sowjetunion und engagierter Verteidiger ihrer Bürgerrechte.

## Biografie
Deibert wurde 1942 in ein von seinen Vorfahren gegründetes deutsches Dorf bei Odessa geboren. 1944 musste seine Familie mit einem Pferdetreck nach Deutschland fliehen und wurde 1945 in die Komi ASSR deportiert. „Meine Familie konnte aus dem Selenez, Gebiet Syktywkar, Komi ASSR erst 1958, nach der Aufhebung der Polizeiaufsicht, nur innerhalb der Verbannungsgebiete, wie Karaganda in Kasachstan umsiedeln.“ Als verbannter Deutscher konnte Deibert kein Studium in seinem Lieblingsfach Physik aufnehmen. Nach einer Ausbildung zum Tischler und Schreiner begann er 1968 ein Fernstudium im Bereich Bergbauautomatik (ohne Abschluss). Es folgte eine Tätigkeit als Ingenieur im Automatikbereich am Flughafen Karaganda und in der Getreide-Automatik.
Bereits mit 23 verteilte er mutig Flugblätter mit der Aufschrift „Glaubt nicht der Propaganda, das sind alles Lügen“. 1973 organisierte er eine nicht genehmigte Kundgebung in Karaganda und wurde kurzzeitig verhaftet und verhört. Im November 1974 wurde er erneut verhaftet und im Februar 1975 zu zwei Jahren Arbeitslager verurteilt wegen seiner Beteiligung an der Ausreisebewegung.
Nach seiner Haft durfte Deibert Anfang 1978 in die Bundesrepublik Deutschland ausreisen. Dort war er aktiv im Kampf für die Rechte der Sowjetdeutschen, beteiligte sich an Demonstrationen vor der UdSSR-Botschaft in Bonn, wirkte im IGFM-Ausschuss „Deutsche in der UdSSR“ mit und verfasste zahlreiche Schriften zur Geschichte der Ausreisebewegung. Am 12. März 1993 wurde er vom Obersten Gericht Kasachstans vollständig rehabilitiert. Deibert überließ dem Bayerischen Kulturzentrum der Deutschen aus Russland (BKDR) einen bedeutenden Teil seines umfangreichen Nachlasses mit Dokumenten zur Ausreisebewegung und Bürgerrechtsarbeit. Einige davon werden dort seither öffentlich präsentiert.
Deibert war eine Schlüsselfigur in der Bewegung für die Ausreise der Russlanddeutschen. Er trug zur Publikation und Bewahrung historischer Zeugnisse bei – etwa durch das Sammeln von Unterschriften, organisierte Proteste, Schreiben von Flugblättern und später durch seine schriftlichen Aufarbeitungen und Dokumente. Seine Spuren finden sich in Forschung, Ausstellungen und Erinnerungsarbeit fort.

## Publikationen (Auswahl)
- Diverse Schriften, Flugblätter und Berichte zur Ausreisebewegung der Russlanddeutschen (1970er–1980er Jahre)
- Peter Bergmann – er kämpfte für uns. – Im „Heimatbuch 2020 der Deutschen aus Russland“.  S. 74–75.
- Bürger Deutscher Herkunft, die in der ehemaligen Sowjetunion wegen Ausreisebemühungen in der 1970er und 1980er Jahren inhaftiert wurden, in die Psychiatrie eingewiesen wurden oder zu Tode kommen. – Im „Heimatbuch 2020 der Deutschen aus Russland“.  S. 76–81.